# Port de l’Amitié
Der Port de l’Amité (Port Autonome de Nouakchott Port de l'Amitié, PANPA, arabisch ميناء نواكشوط المستقل, DMG Mīnāʾ Nawākšūṭ al-Mustaqill oder ميناء الصداقة, DMG Mīnāʾ aṣ-Ṣadāqa ‚Hafen der Freundschaft‘, en.: Friendship Port) ist ein künstlich angelegter Tiefwasser-Seehafen in Nouakchott, Mauretanien. Er wurde in den 1980er Jahren von einer chinesischen Firma erbaut. Er ermöglicht, dass die Hauptstadt Mauretaniens günstiger versorgt werden kann, als über Land von Dakar, Senegal. Da es sich nicht um einen natürlichen Hafen handelt, mussten Wellenbrecher aus Betonblöcken verwendet werden, um einen sicheren Standort für die Schiffe zu schaffen.

## Geschichte
Entlang der afrikanischen Atlantikküste zwischen Nouadhibou in Mauretanien und Dakar in Senegal gibt es keinen natürlichen Tiefwasserhafen, und das explosive Wachstum Nouakchotts in den 1970er und 1980er Jahren drohte das bescheidene Straßennetz zwischen Nouakchott und Senegal zu überfordern. Die Volksrepublik China bot Anfang der 1980er Jahre ein zinsloses Darlehen über 35 Mio. US-Dollar mit einer Laufzeit von 50 Jahren zum Bau eines Hafens. durch die China Road & Bridge Corporation. Die Firma bracht über 400 Arbeiter ins Land, die über 100.000 Betonblöcke verlegen mussten, von denen jeder über 12 t wog. Entlang der ungeschützten Küste etwa 12 Kilometer (7,5 Meilen) südwestlich der Stadt hatten die Arbeiter mit hohem Seegang und Wind, Sandstürmen und starken Strömungen zu kämpfen. Trotz dieser Schwierigkeiten wurden die Anlagen mehrere Monate früher als geplant fertiggestellt und der Hafen am 17. September 1986 eröffnet. Zu dieser Zeit war es das zweitgrößte chinesische Entwicklungshilfeprojekt. Der fertiggestellte Hafen war Mauretaniens erster Tiefwasserhafen.
Im Jahr 2001 kündigte Spanien an, in der Nähe des Hafens ein Ölterminal zu bauen, um den steigenden Bedarf des Landes zu decken. Zwei Jahre später kündigte Mali an, 92.000 m² Lagerfläche zu errichten, um seine eigenen Importe und Exporte über den Hafen abzuwickeln.

## Kapazität und Einrichtungen
Der Hafen war für eine Kapazität von 500.000 Tonnen (Deadweight Tons, DWT) Fracht pro Jahr ausgelegt, schlug 2009 jedoch bereits 1.500.000 Tonnen um. Der Hauptkai ist lang genug, um drei Schiffe mit jeweils 10.000 DWT gleichzeitig aufzunehmen. China erklärte sich 2009 bereit, weitere 282 Millionen US-Dollar in den Hafen zu investieren, mit dem Ziel, den 585 Meter langen Hauptkai um über 900 Meter zu verlängern. Ab 2011 untersuchte die Weltbank die Finanzierung einer neuen Schiffscontaineranlage im Hafen.